# Хумски рат (1326—1329)
Хумски рат 1326–1329 је вођен између Босанске бановине под Стефаном II Котроманићем из династије Котроманић и Краљевине Србије под Стефаном Дечанским из династије Немањићи.

## Позадина
Градом Стон и полуострво Пељешац били су у власти српског властелина Бранивоја, који је служио краљу Стефану Милутину Немањићу (р. 1282–1321). Његова породица је до 1325. године била најјача у Захумљу (или Хуму). Његова управа се протезала о реке Цетине до града Котора. Иако су били номинални вазали краљевине Србије, породица Бранивојевић је напала српске хумске великаше. Хумско племство је приступило Стефану II Котроманићу, бану босанском, који је тада ступио у сукоб са Србијом.

## Историја
Године 1326. бан Стефан II је напао Србију у војном савезу са Дубровачком републиком и освојио Захумље, добивши излаз на Јадранско море и укључивши бројно православно хришћанско становништво и Источну православну цркву. Проширио се и на Завршје, укључујући гламочко, дувањско и ливањско поље. Захумском земљом је владала локална племићка породица Бранивојевића која је преварила вазалног кнеза Стефана Дечанског, који је био близак пријатељ, па краљ Стефан није имао жељу да брани те области од снага бана Стефана.
Босна је контролисала територију од границе са Дубровачком републиком, уз обалу до Неретве, и даље до Омиша. Бан Стефан II је убио два припадника Бранивојевића, док је Бранко Бранивојевић побегао у Србију и потражио помоћ од краља Стефана, а затим се упутио у Рагузу, одакле је кренуо у Стон. Бан Стефан је прогонио Бранка, али су дубровачке снаге на крају ухватиле последњег од четворице браће Бранивојевића.
Босанске банске титуле су укључивале Господар Хумске земље. Бан Стефан је постао владар свих земаља од Цетине до Неретве са изузетком Омиша који су заузели Угари.
Бан Стефан II Котроманић је 1329. године покрену војни поход на Србију са ограниченим успехом, напавши требињског и конавоског господара Витомира, али је главнину његових снага поразио млади краљ Стефан Душан који је командовао снагама краља Стефана Дечанског код Прибојске Бање. Банов коњ је погинуо у борби, а он би изгубио живот да му његов вазал и слуга Вук Вукославић није дао свог коња. Тиме је Вук жртвовао свој живот и погинуо у отвореној борби. Тако је Банов поход делимично био успјешан, јер је успео свом царству додати Невесиње и делове жупе Загорје (подручје између река Горње Неретве, Бистрице и Сутјеске).
Иако су Захумљани углавном прихватили банову власт, неки су се одупирали, попут Петра Тољеновића који је владао Приморјем из своје престонице у Попову; био је унук чувеног Захлумског кнеза Андреја. Петар је дигао побуну, желећи или већу аутономију или потпуну независност. Изгубио је битку против бана Стефана II и био затворен и стављен у гвожђе. Бан Стефана II је нареио да га баце с коњем са литице. 
Банов вазал који је управљао Захумљем почео је да хара дубровачким трговачким путевима, што је погоршало босанско-дубровачке односе који су били веома високи приликом освајања Захумља. Да ствар буде гора, бан Стефан II је тражио од Рагузе да му плати стари традиционални порез на могориш  који су традиционално плаћали српским владарима и чак је тражио од њих да признају његову врховну власт. Дубровачка република је одбила уз образложење да припада извесној породици Дедић из жупе Попово и да на то немају право ни српски ни босански владари ни хумски кнез.